# Expulsion des morisques d'Espagne

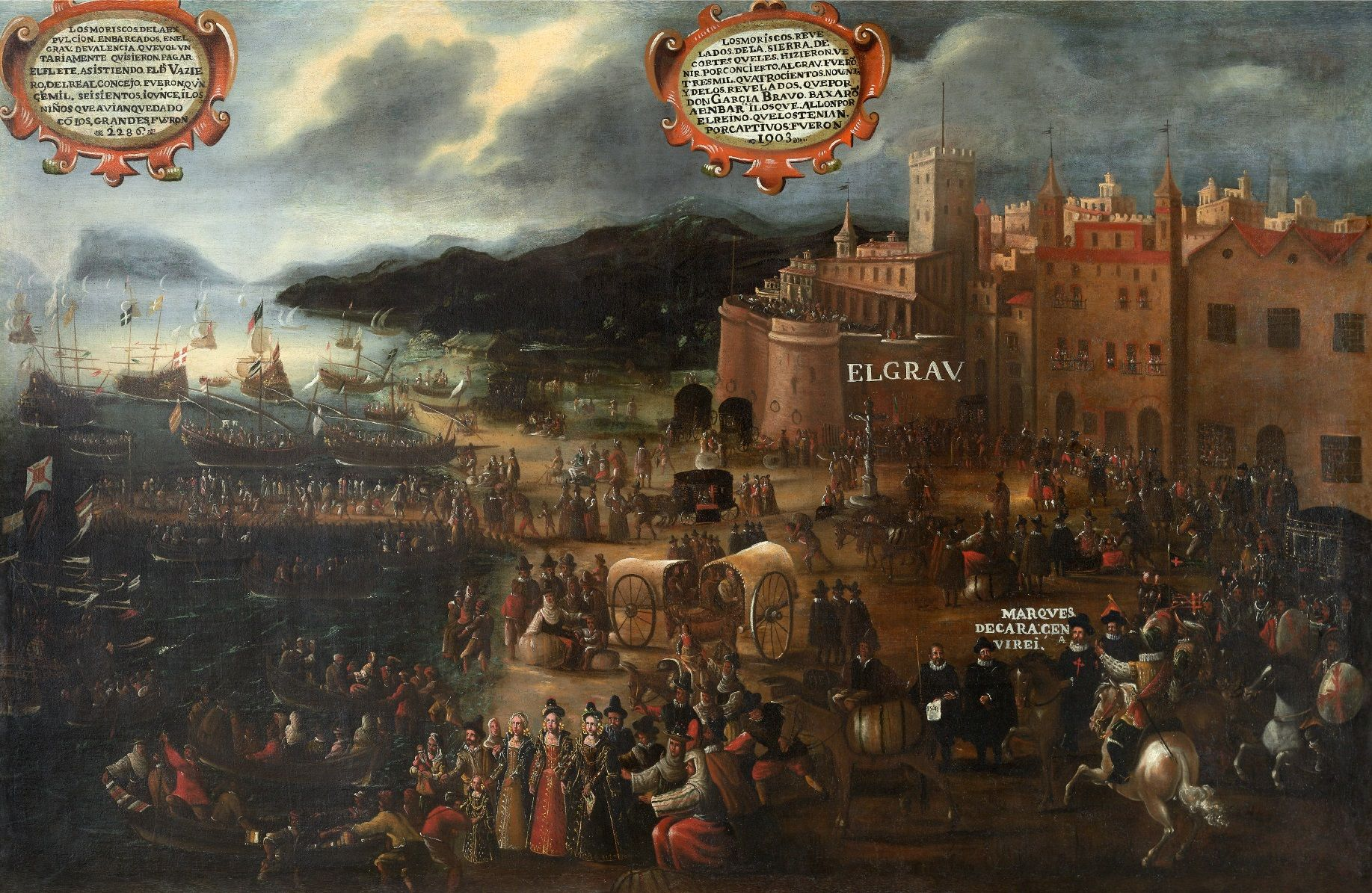
Embarquement de Morisques au port du Grao à Valence.

L’expulsion des morisques d'Espagne est une expulsion promulguée par le roi Philippe III d'Espagne le 9 avril 1609 qui signifie l'abandon des territoires espagnols par les morisques, descendants des populations musulmanes converties au christianisme par le décret des « rois catholiques » du 12 février 1502. Bien que la rébellion des morisques de Grenade (1568-1571), survenue quelques décennies auparavant, soit à l'origine de la décision, elle affecte particulièrement le royaume de Valence qui perd à cette occasion une grande partie de ses habitants.
Les morisques sont les membres de la population musulmane d'Espagne qui s'est convertie au christianisme par contrainte ou par décret royal au début du XVIe siècle, ou bien leurs descendants. Comme les Espagnols menaient des guerres coloniales en Amérique et se sentaient menacés par les raids des Turcs le long des côtes espagnoles ainsi que par deux révoltes morisques au cours du siècle, conséquences de la mise hors la loi de l'islam en Espagne, il semble que les expulsions aient été une réaction à un problème interne de l'Empire espagnol[source insuffisante]. Entre 1609 et 1614, la couronne espagnole a systématiquement expulsé les morisques par le biais d'un certain nombre de décrets touchant les différents royaumes d'Espagne, avec des degrés de réussite variables. Le processus d'expulsion dans l'ensemble du royaume espagnol se prolonge jusqu'en 1614.
Bien que les premières estimations du nombre d'expulsés, comme celles d'Henri Lapeyre (1959), se situent entre 275 000 et 300 000 morisques (soit 4 % de la population espagnole totale), l'ampleur et le succès réel de l'ordre d'expulsion pour purger l'Espagne de ses morisques ont été de plus en plus contestés par les historiens modernes, à commencer par les études fondamentales de François Martinez (1999) et Trevor J. Dadson (2007). Dadson estime que, sur une population totale de 500 000 morisques, une évaluation acceptée par beaucoup, environ 40 % ont évité l'expulsion et des dizaines de milliers de personnes expulsées ont réussi à revenir,. Les endroits où l'expulsion a été particulièrement concrétisée ont été le royaume oriental de Valence, où les musulmans représentaient l'essentiel de la paysannerie et où la tension ethnique avec la classe moyenne chrétienne de langue catalane était élevée ; en conséquence, cette région a mis en œuvre l'expulsion avec le plus de sévérité et de succès, entraînant l'effondrement économique et le dépeuplement d'une grande partie de son territoire, aggravé par la peste bubonique qui a frappé Valence seulement quelques années plus tard. Le royaume d'Aragon était, après Valence, la partie de la péninsule où le taux d'expulsion des morisques était le plus élevé et il en a subi les conséquences aussi désastreuses que Valence, selon Henri Lapeyre.
Parmi les personnes expulsées définitivement, la majorité s'est finalement installée sur la côte des Barbaresques (Maghreb), et environ 30 000 à 75 000 personnes sont finalement rentrées en Espagne,. Ceux qui ont évité l'expulsion ou qui ont réussi à rentrer en Espagne se sont fondus dans la culture dominante. La dernière persécution importante contre les morisques pour pratiques crypto-islamiques a eu lieu à Grenade en 1727, la plupart des condamnés ayant reçu des peines relativement légères. À la fin du XVIIIe siècle, l'islam et l'identité morisque indigènes étaient considérés comme éteints en Espagne.  

## Contexte
La décision d'expulser les morisques est prise dans un contexte dont il convient de rappeler certains éléments.

### Situation démographique
Il y aurait eu entre 300 000 et 400 000 morisques en Espagne, sur un total d'approximativement 8,5 millions d'habitants. Ils se trouvent concentrés dans les royaumes de la couronne d'Aragon, où ils représentent près de 20 % de la population ; ce chiffre s'élève à près de 40 % dans le pays valencien,. De façon générale, les terres riches (souvent proches du littoral) et les centres urbains de ces royaumes sont majoritairement chrétiens, tandis que les Morisques occupent une grande partie des terres intérieures, pauvres et montagneuses, et se concentrent dans les faubourgs urbains,. On les trouve également en nombre important dans les zones de cultures irriguées autour de Gandia et Xàtiva. À tout cela s'ajoute un taux de croissance démographique nettement supérieur à celui des chrétiens.

### Une cohabitation difficile

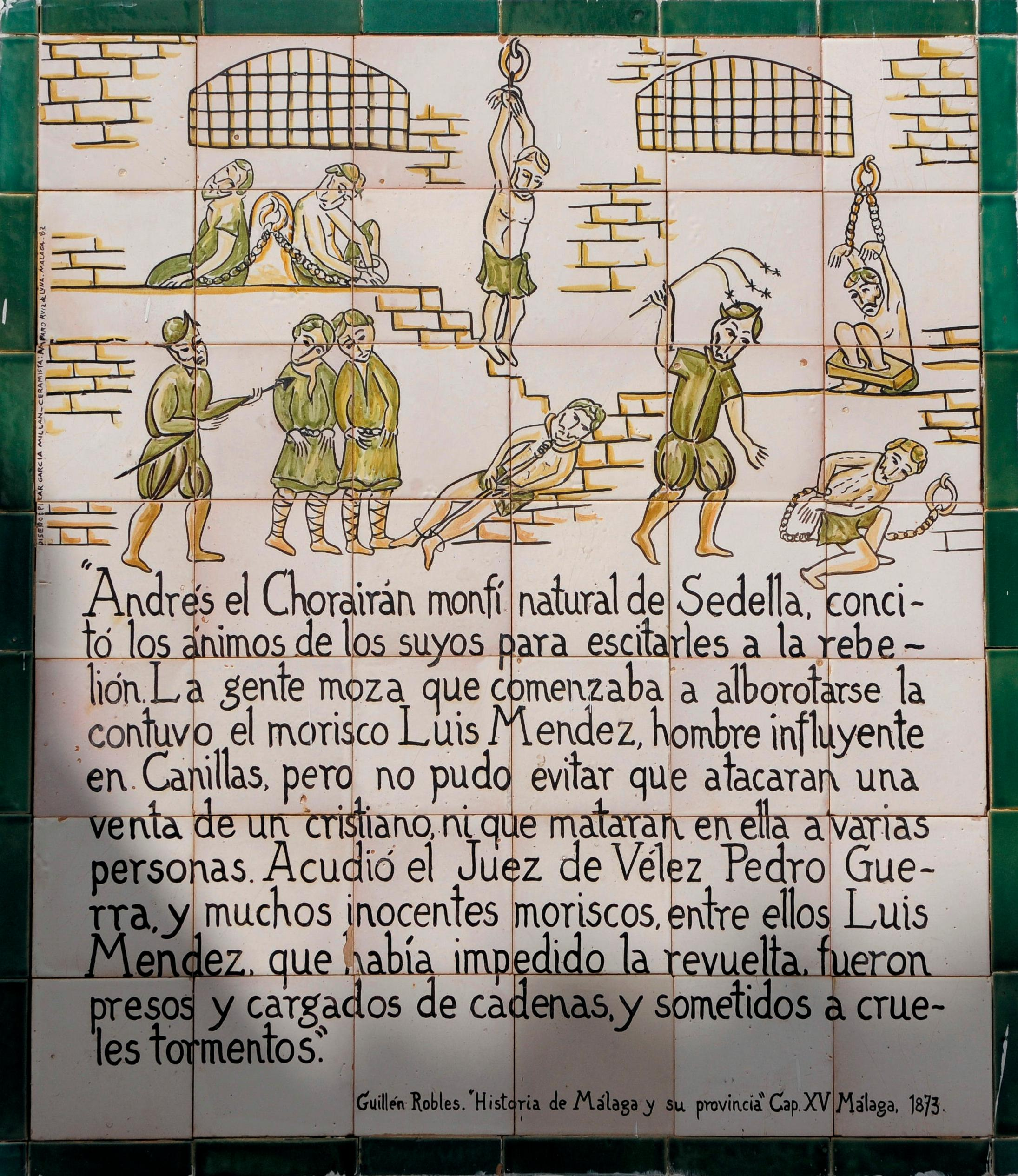
Plaque sur l'histoire des Maures à Frigiliana (Málaga)

Plus d'un siècle après leur conversion forcée au christianisme et bien que devenus, à force de métissage, physiquement indiscernables des « vieux chrétiens », une grande partie des Morisques se maintient comme un groupe social cloisonné du reste de la société espagnole, en dépit de la perte de l'usage de l'arabe andalou au bénéfice du castillan et de leur très mauvaise connaissance des rites de l'islam, religion qu'ils continuent toutefois de pratiquer en secret.

Après la révolte des Alpujarras (1568-1571), menée par les morisques grenadins, ceux qui ont subi le moins d'acculturation, l'opinion selon laquelle cette minorité religieuse constitue un véritable problème de sécurité nationale gagne du terrain : ils sont couramment soupçonnés de complicité avec les Turcs, les pirates barbaresques,, qui pillent périodiquement le littoral espagnol, ou même les Français. Ainsi, la couronne tentera « de justifier l’expulsion en se fondant sur le danger imminent que les morisques représentaient pour la république ». Anita Gonzalez-Raymond indique toutefois que « les tentatives avortées des années 1577-1583 n'étaient pas, quant à elle, des rumeurs sans fondement ».

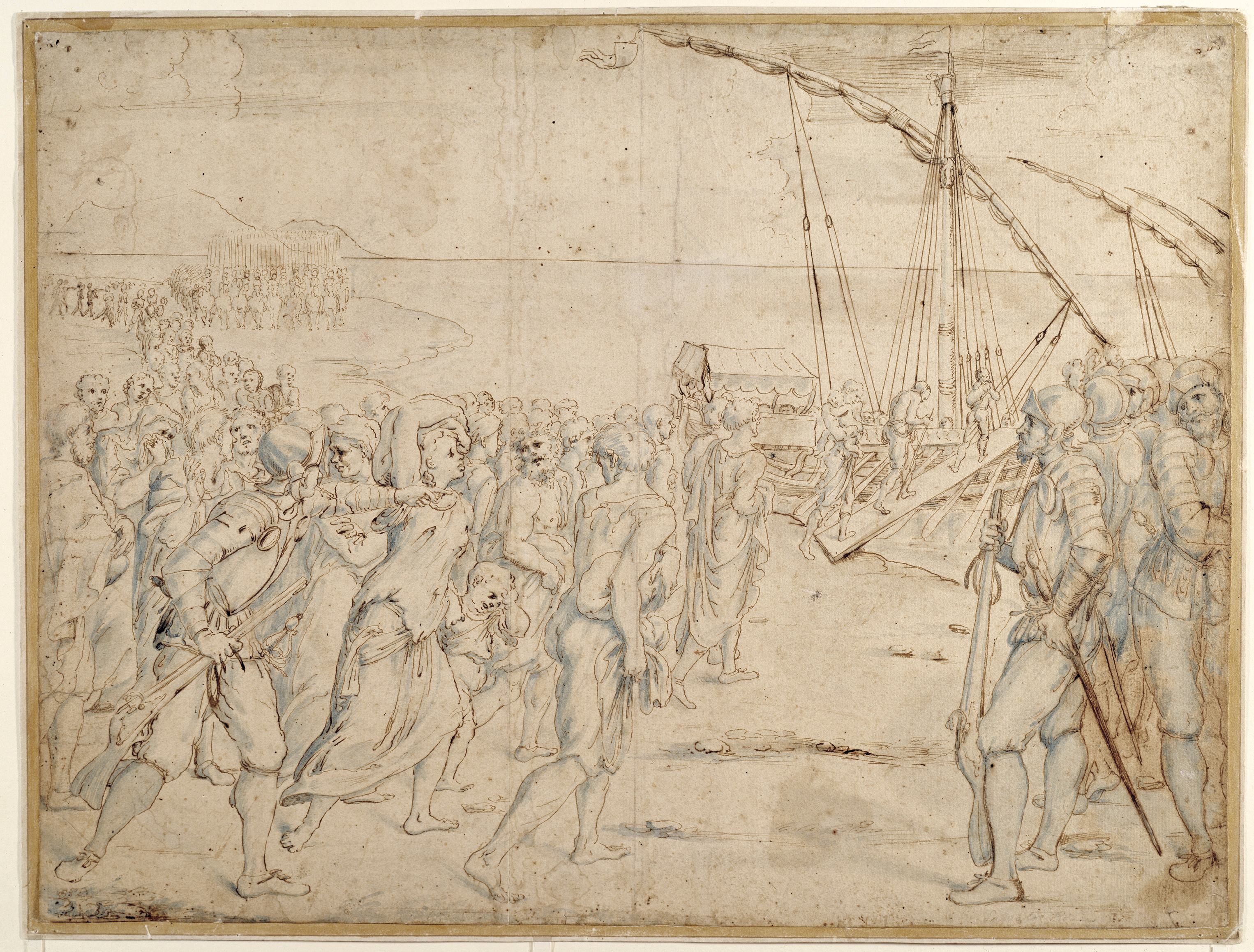
La Expulsión de los Moriscos, gravure de Vicente Carducho, Musée du Prado, Madrid

1604 marque le début d'une récession économique dans la péninsule Ibérique, conséquence d'une première baisse dans l'arrivée des ressources du Nouveau Monde. La dégradation des conditions de vie des chrétiens les conduit à considérer avec défiance celles des Morisques. On note vers la même époque une radicalisation dans le mode de pensée de nombreux gouvernants, après l'échec de la lutte contre le protestantisme aux Pays-Bas. Il faut ajouter la volonté d'en finir avec les postures critiques, courantes en Europe depuis un certain temps, à propos du caractère discutable de la christianité de l'Espagne, en raison même de la persistance de certaines minorités religieuses ; cette décision mène à terme le processus d'homogénéisation qui avait commencé avec le décret d'expulsion des Juifs de 1492 et entérine la christianité des royaumes d'Espagne. Cette idée n'est cependant pas nécessairement majoritaire en Espagne, où nombreux sont ceux qui considèrent avec méfiance la perte de moyens humains que suppose une telle expulsion.
L'opinion publique est donc particulièrement divisée, entre ceux qui pensent que l'on doit encore laisser du temps pour mener à bien l'évangélisation des Morisques, ceux qui pensent que l'on doit continuer à se montrer tolérants avec eux et ceux qui défendent leur expulsion. Bon nombre d'ecclésiastiques défendent la possibilité de laisser du temps, une option soutenue en partie par Rome, car ils considèrent qu'une conversion totale exige un contact prolongé avec les croyances et la société chrétienne. La noblesse aragonaise et valencienne est quant à elle partisane de laisser la situation en l'état : ils sont en effet ceux qui profitent le plus de cet état de fait, particulièrement en termes de main d'œuvre pour leurs terres. La classe paysanne, cependant, les voit d'un mauvais œil et les considère comme des rivaux.

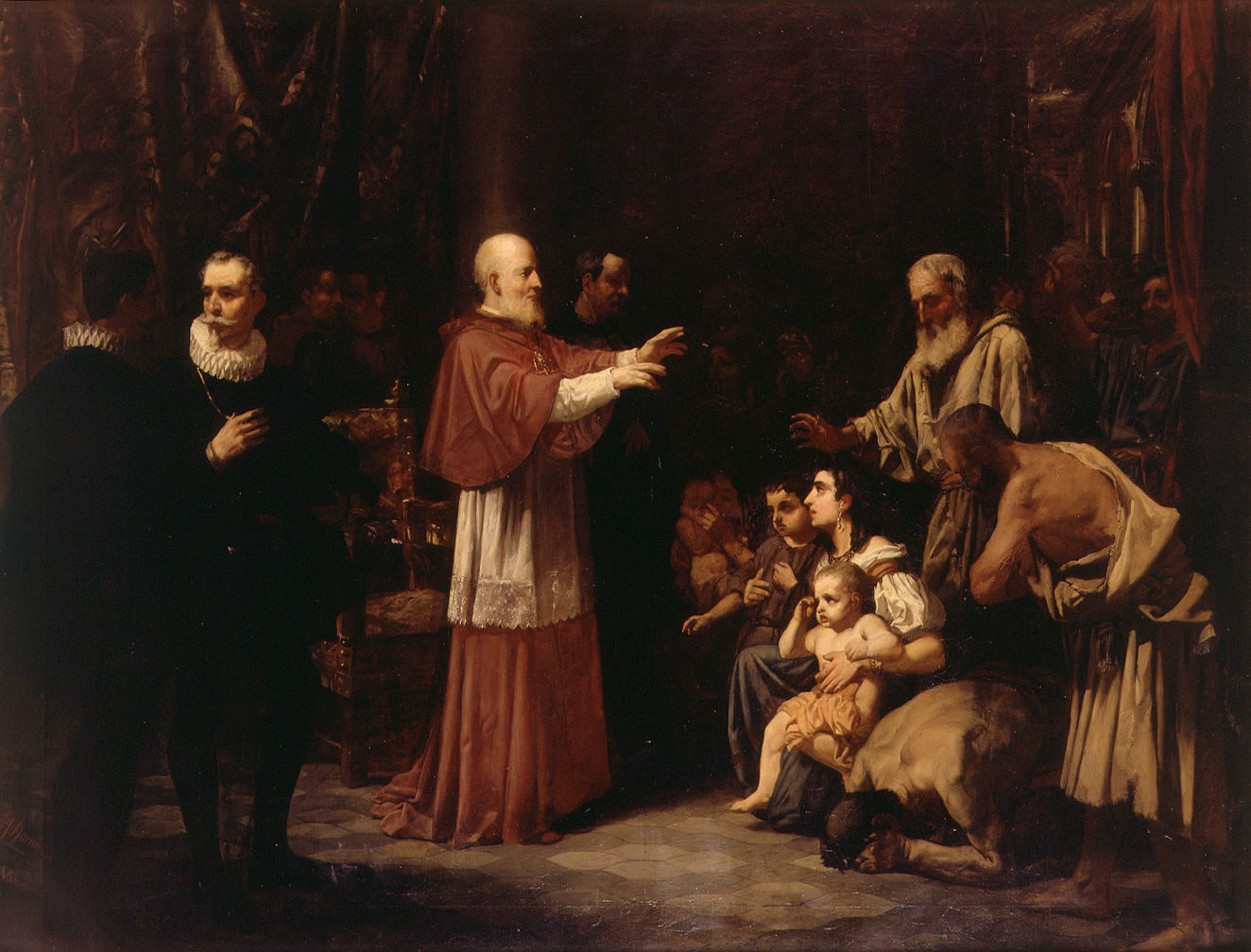
El Beato Juan de Ribera en la expulsiòn de los Moriscos, tableau de 1864 par Francisco Domingo Marqués qui déforme la réalité de l'expulsion des Maures en exaltant la figure de Juan de Ribera.

Parmi les défenseurs de l'expulsion se trouve Jaime Bleda, un religieux dominicain de Valence, qui voit dans cette mesure le châtiment mérité par les Morisques pour leur apostasie et leurs blasphèmes contre la foi chrétienne ; Bleda, qui défend ce projet à Rome comme à Madrid auprès de Philippe III, s'appuie sur son expérience directe des communautés morisques de la région de Valence, observations qu'il extrapole à l'ensemble des Morisques d'Espagne. Il réunit ses accusations et sa justification de l'expulsion dans un ouvrage, le Defensio fidei (Défense de la foi dans l'affaire des nouveaux-chrétiens du royaume de Valence et de toute l'Espagne) qui n'est publié qu'en 1610, après le début de l'expulsion. Accessoirement, il propose que soient gardés dans le royaume les Morisque qui pourraient servir dans les galères ou au travail dans les mines d'Almaden. Si au début, l'idée de l'expulsion de cette population n'est pas retenue par les gouvernants, préférant poursuivre « l'instruction des Maures », la suggestion est plus tard réitérée par l'archevêque de Valence, Juan de Ribera, qui considère les Morisques comme des hérétiques, des apostats et des traîtres, et précise qu'il faut faire « tous les efforts pour qu'il ne reste pas la moindre semence de la secte haïe [de Mahomet] »,.
Jusqu'en 1608, la politique menée envers les Morisques avait été celle de la conversion, bien qu'il existe des antécédents d'allusions à des mesures plus radicales de la part de Charles Quint et de Philippe II, respectivement en 1526 et 1582. Ce n'est cependant qu'à partir de 1608 que le Conseil d'État commence à envisager sérieusement le choix de l'expulsion, pour la recommander au souverain l'année suivante.

## Déroulement

### Mise en œuvre à Valence

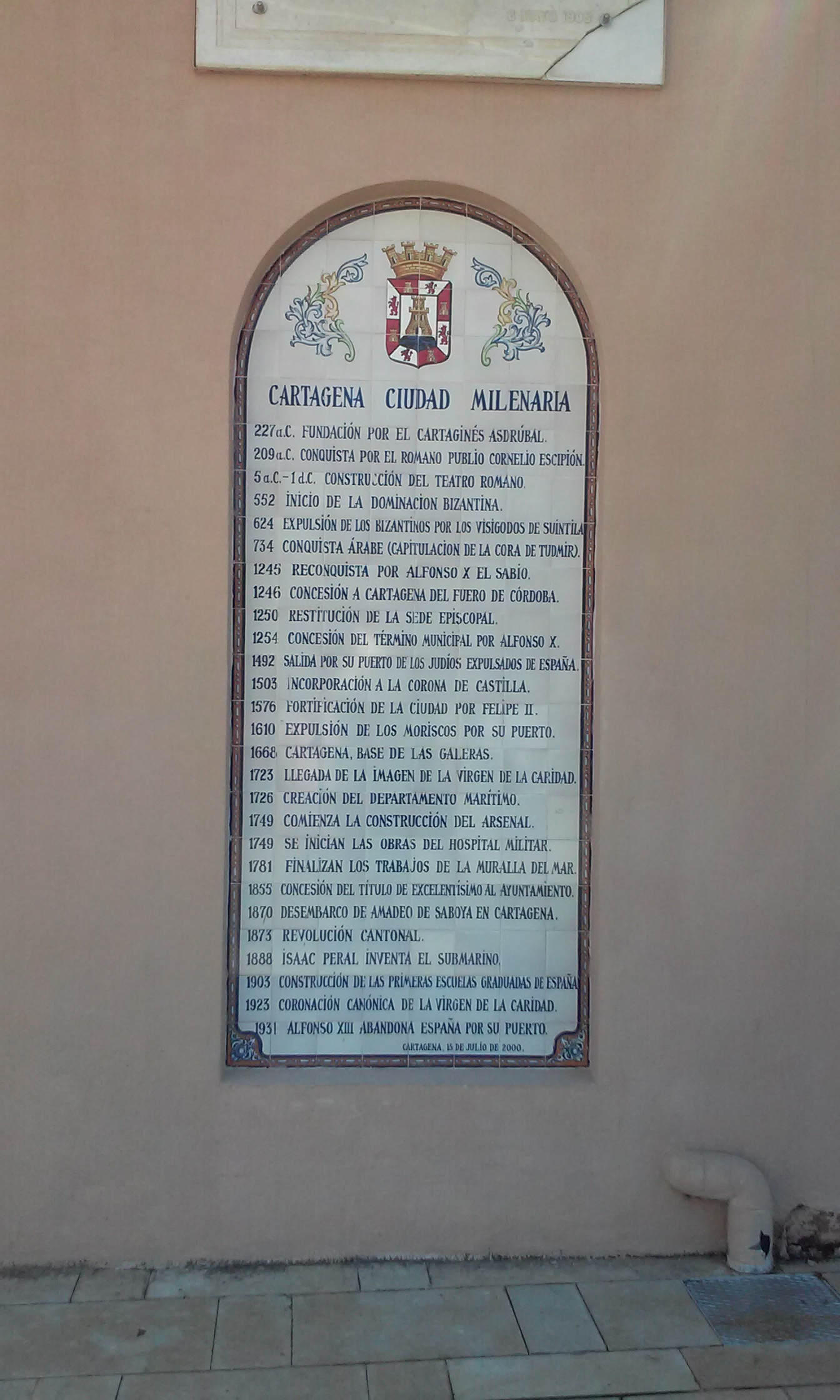
La plaque commémorative des principaux événements de Carthagène, précise que les Morisques ont été expulsés de son port en 1610

Le 9 avril 1609 est rédigé le décret ordonnant l'expulsion des Morisques, en dépit des problèmes que son application peut poser pour des motifs démographiques. Il est décidé de commencer par Valence, la zone la plus concernée par la mesure ; les préparatifs sont menés dans le plus grand secret. L'ordre est donné de concentrer les cinquante galères d'Italie à Majorque avec environ quatre mille soldats à bord et de poster la cavalerie de Castille pour garder la frontière. À partir du mois de septembre, des tercios venus d'Italie prennent position dans le nord et le sud du royaume de Valence et, le 22 du même mois, le vice-roi ordonne la publication du décret.
L'aristocratie valencienne se réunit avec des représentants du gouvernement pour protester contre l'expulsion qui suppose une diminution significative de ses revenus, mais l'opposition faiblit avec la promesse de récupérer une part des propriétés terriennes des Morisques. On permet à ces derniers de prendre tout ce qu'ils peuvent emporter mais leurs maisons et terrains sont octroyés à leurs seigneurs ; ils sont menacés de la peine de mort en cas d'incendie ou de destruction avant le transfert des biens.
À partir du 30 septembre, ils sont menés vers les différents ports du royaume où ils doivent payer eux-mêmes le trajet. Environ 30 000 personnes ont quitté le port d'Alicante, 50 000 celui de Denia, 18 000 celui del Grao de Valencia, 15 000 celui de Vinaroz et 6000 celui de Moncofa, soit au total, environ 120 000 Morisques expulsés par voie maritime, sans compter ceux qui le sont par voie terrestre.
Des seigneurs espagnols se comportent avec dignité, allant jusqu'à accompagner leurs vassaux maures sur les navires mais d'autres, comme le comte de Cocentaina, profitent de la situation pour voler tous leurs biens, y compris ceux pour usage personnel, vêtements, bijoux et robes. Aux extorsions de certaines personnes s'ajoutent les assauts de bandes de « vieux chrétiens » qui les insultent, les volent et, dans certains cas, les assassinent sur le chemin des ports d'embarquement. A Valence, il n'y a pas de réaction de pitié envers les Maures comme celles qui ont lieu dans la couronne de Castille.
Les Morisques de Valence sont principalement expulsés à partir des ports de la région vers ceux d'Oran et de l'Oranie que les Ottomans aident activement à rejoindre (comme ce que les frères Arudj et Khayr ad-Din Barberousse firent un siècle auparavant à l'issue de la Reconquista de 1492). Le pacha ainsi que les amiraux et les corsaires ottomans d'Alger ont ainsi fortement contribué au transport de dizaines de milliers de Morisques vers la Régence d'Alger.

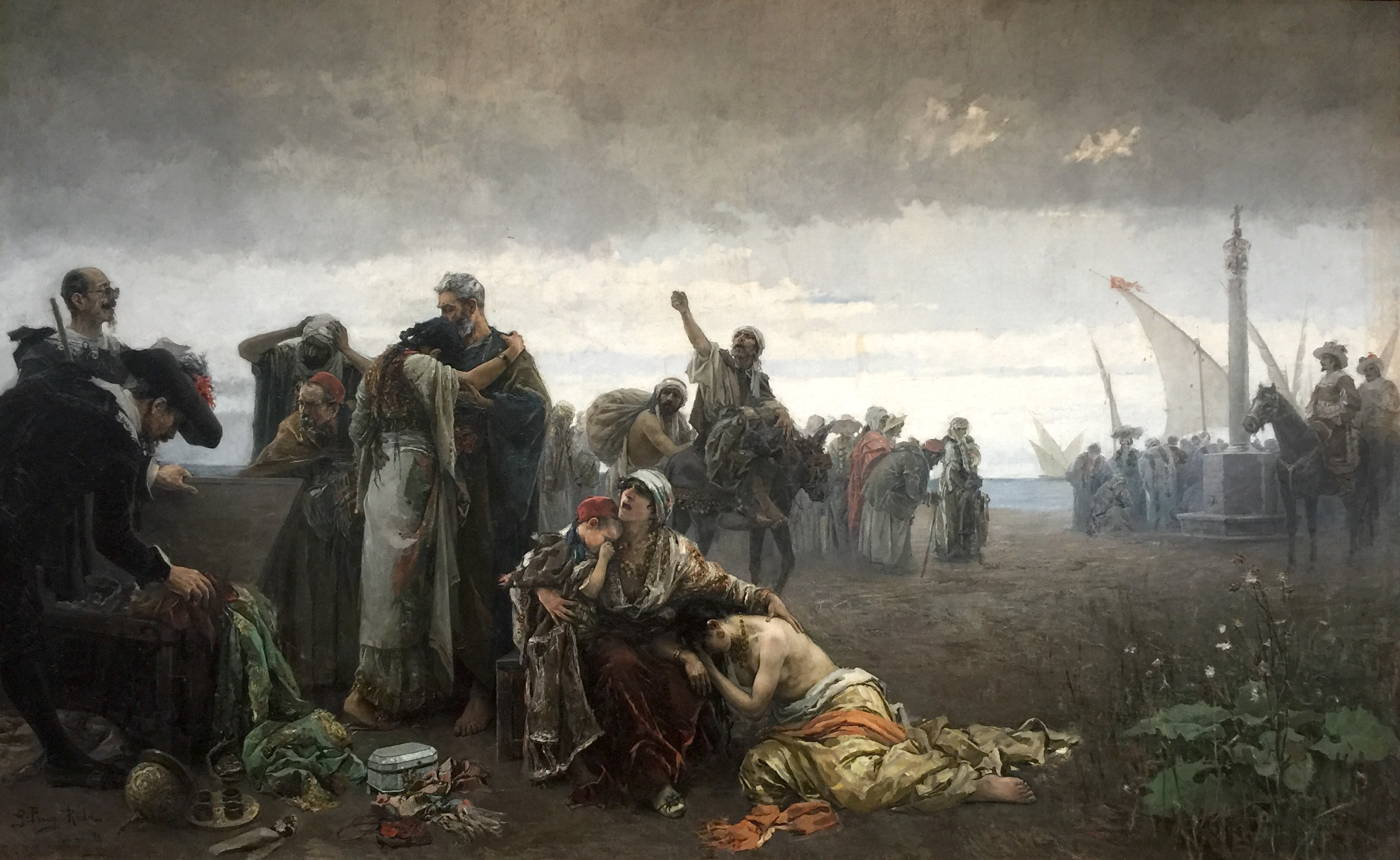
Gabriel Puig Roda, L'Expulsion des Morisques au port de Valence (1894).
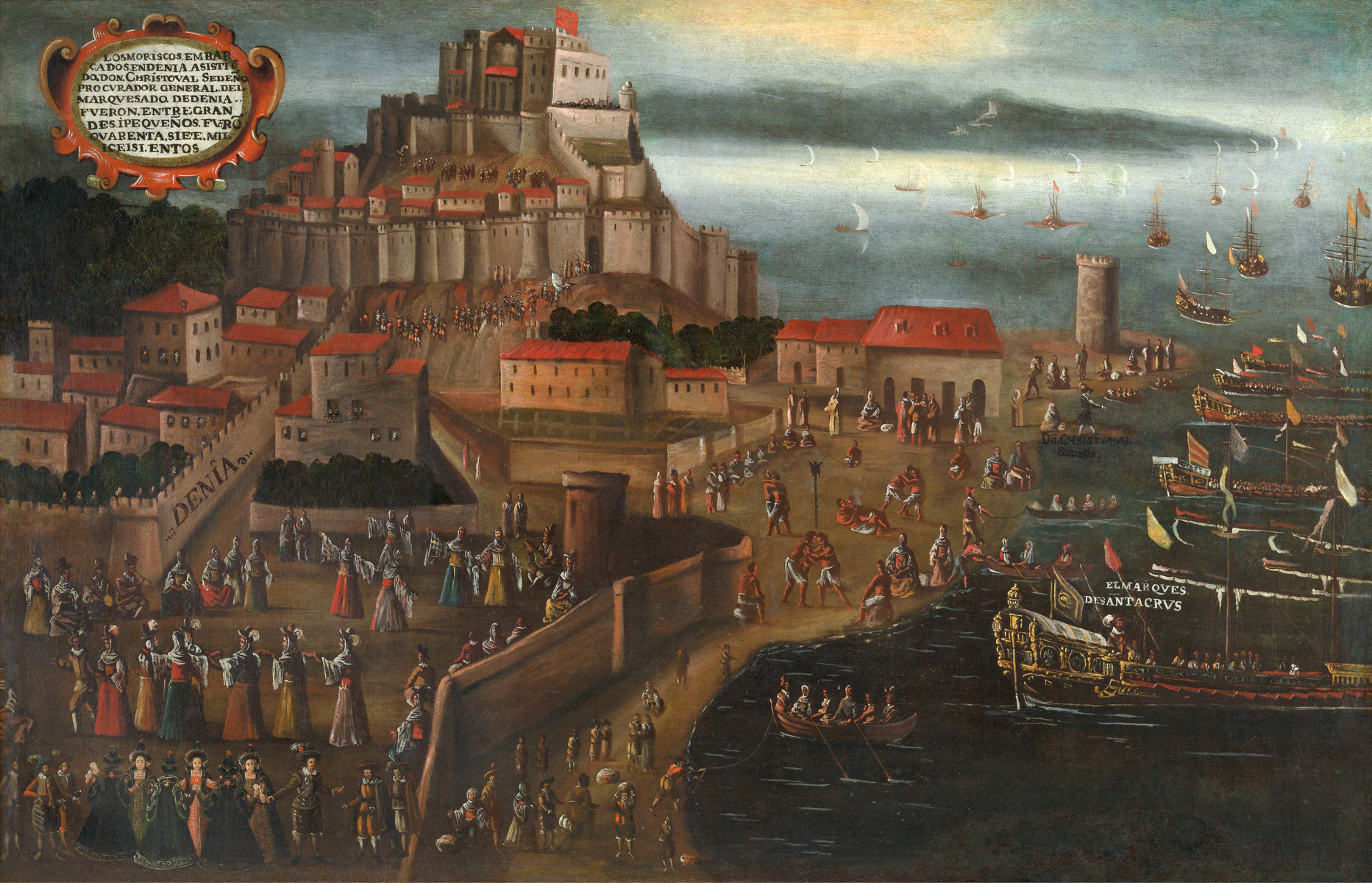
Expulsion des Morisques au port de Dénia

### Accueil

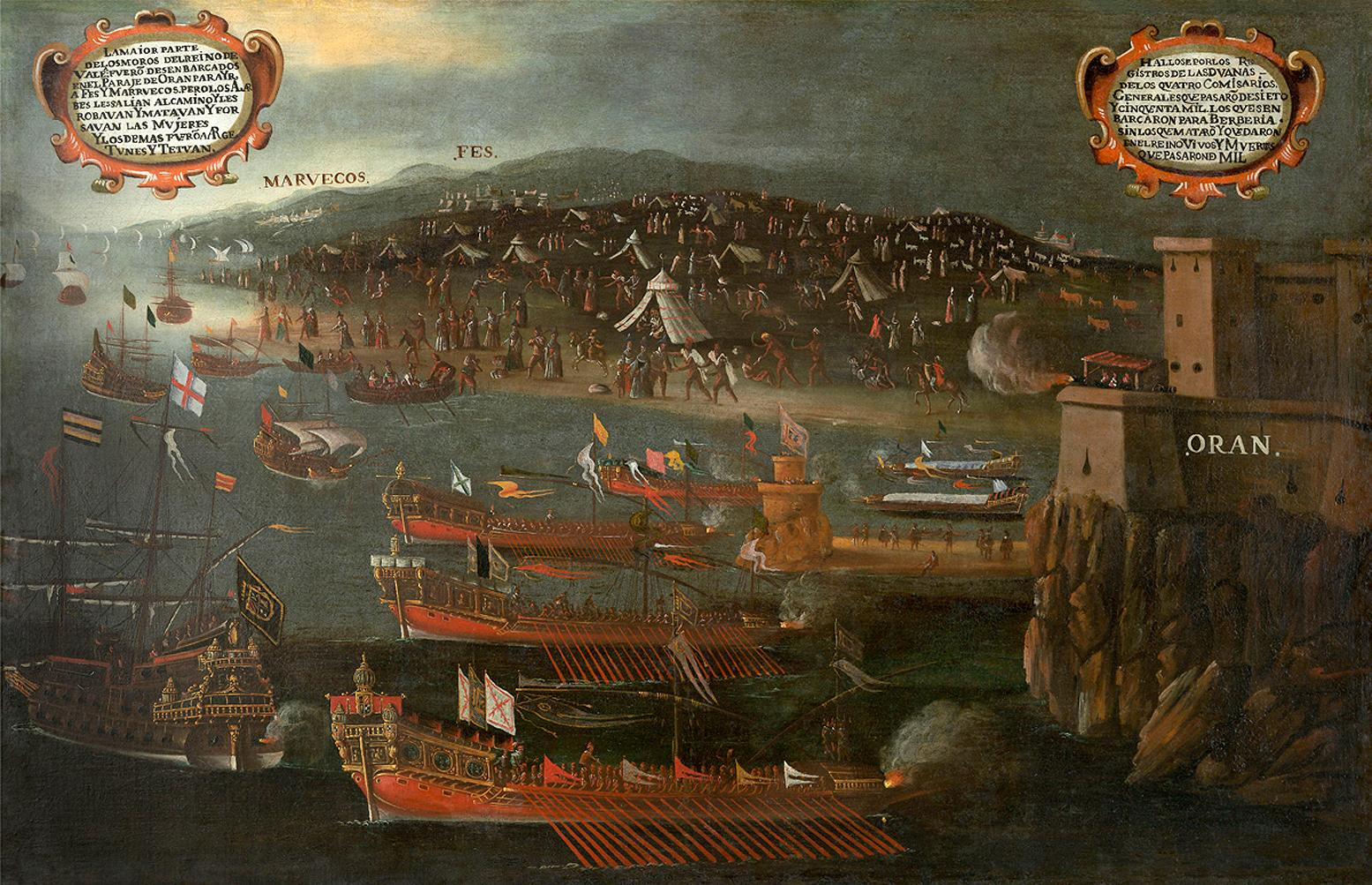
Débarquement des Morisques au port d'Oran, 1613 par Vicente Mostre

Selon le frère Jaime Bleda, les Morisques débarqués sur les côtes maghrébines ont eu droit à un accueil sanglant de la part des autochtones. Ainsi, celui-ci rapporte :

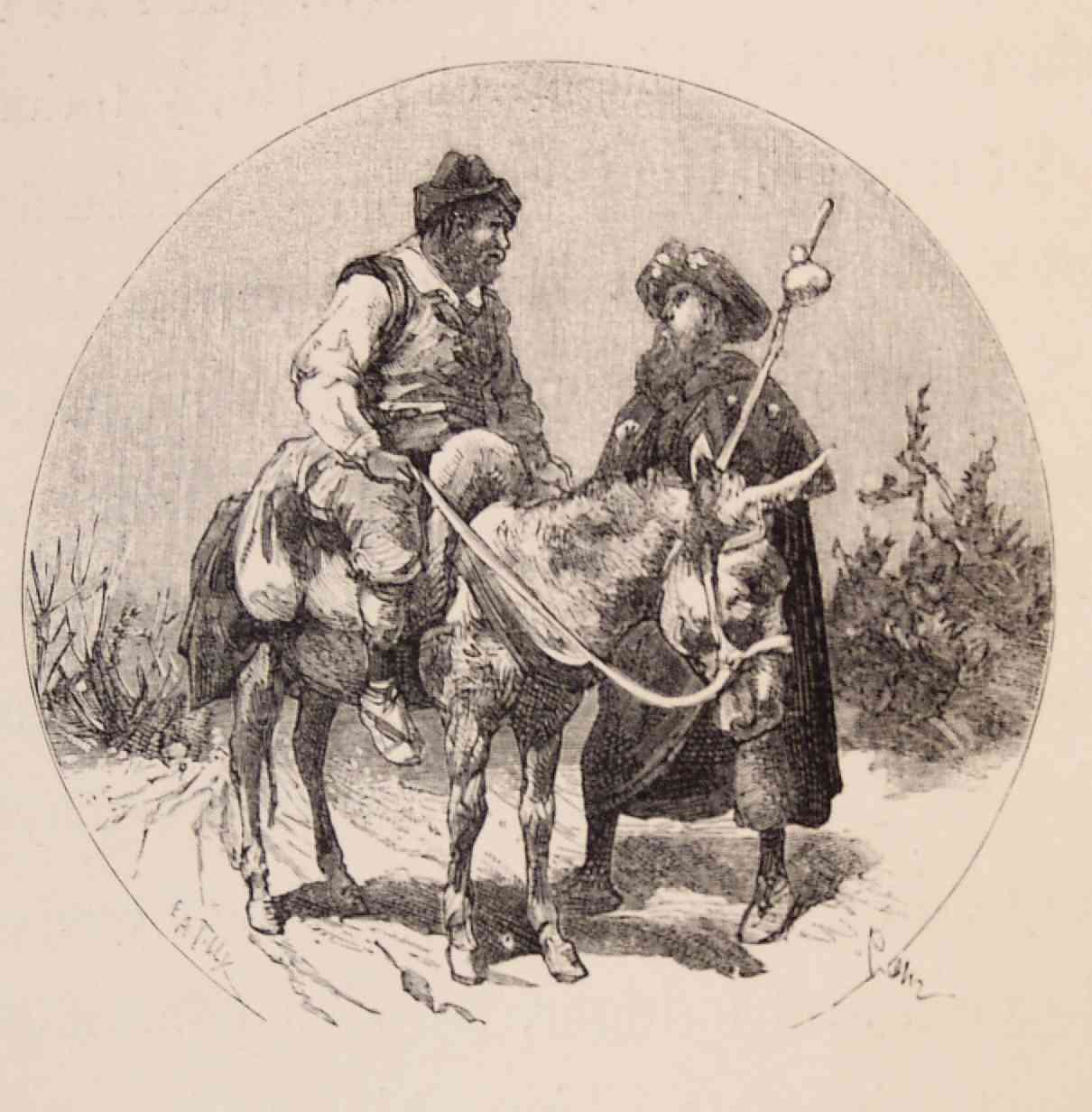
Illustration de Don Quichotte montrant Sancho Panza avec Ricote le Maure, 1883

« Ainsi, il est certain que des milliers de Morisques qui quittèrent ce Royaume de Valence, même pas le quart survécut. Nombreux périrent en mer noyés, jetés par-dessus bord par les patrons des bateaux qui les volaient. D'autres naufragèrent sans pouvoir atteindre les plages de la Berbérie. Les Arabes en tuèrent un nombre infini. La plupart moururent de faim, de soif, de froid et d'affliction après leur arrivée en Afrique, où ils se voyaient exilés d'un paradis terrestre dans les sables, la sécheresse et la chaleur ardente de ces contrées, et aux mains de cette gent si féroce, inhumaine et barbare. C'eût été encore mieux pour l'Espagne, si tous avaient péri. »
Dans son Don Quichotte, Miguel de Cervantès résume l'impression des morisques à travers le personnage de Ricote, ancien voisin de Sancho Pança, revenu clandestinement en Espagne et qui lui dit : « Où que nous soyons nous pleurons l'Espagne où nous sommes nés et qui est notre patrie naturelle ; nulle part nous ne trouvons l'accueil dont nous aurions besoin dans notre malheur, en Berbérie et partout en Afrique où nous espérions être reçus, accueillis et entourés, c'est là-bas où on nous offense et nous maltraite le plus... Bien que je ne sois pas aussi chrétien que ma femme et ma fille, je suis plus chrétien que maure... »,. »

### Extension

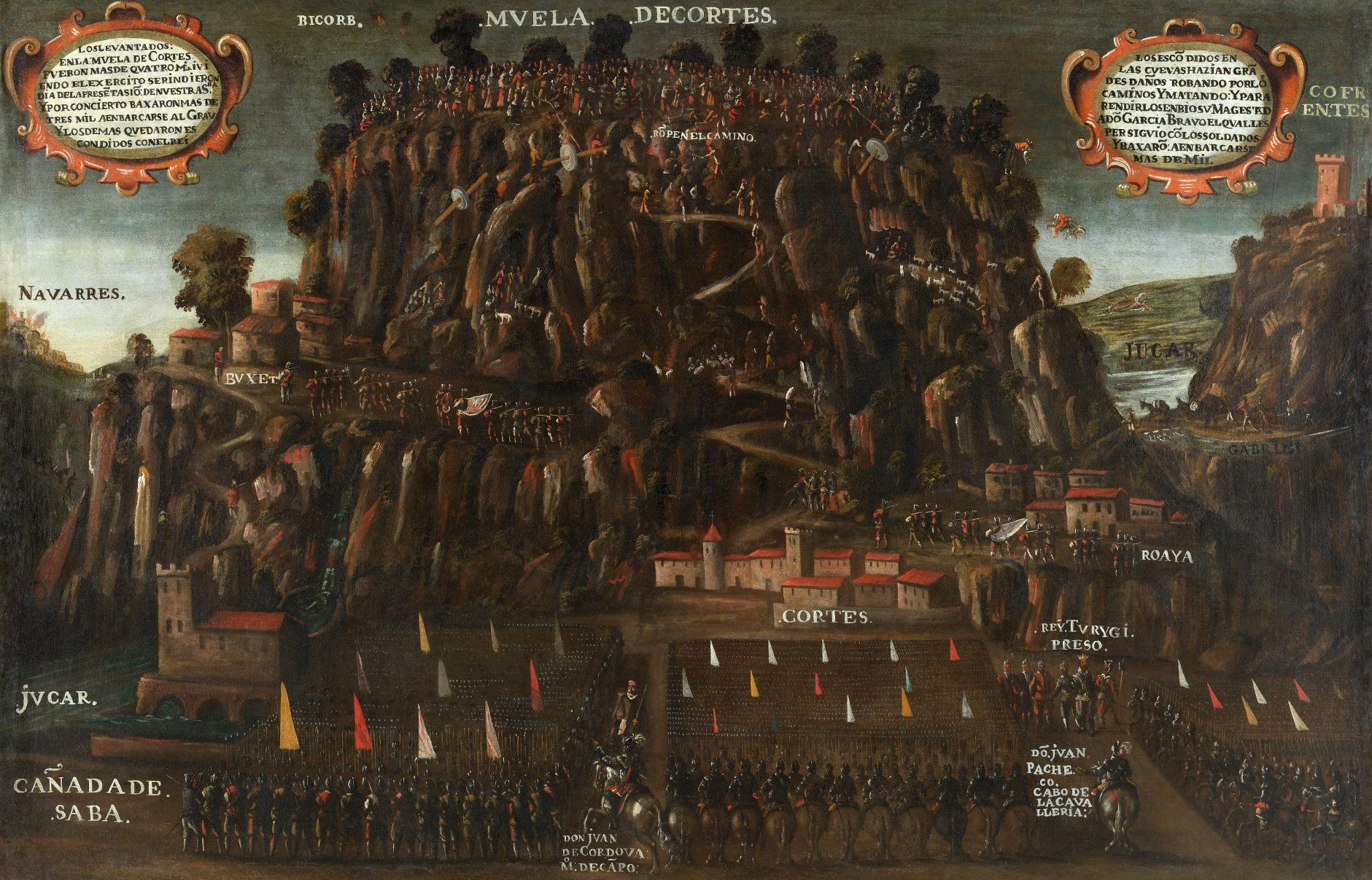
Peinture de Vicente Mostre (1613) sur le soulèvement mauresque de la Muela de Cortes

Ce violent accueil dans certaines régions du Maghreb cause de grandes craintes parmi la population morisque n'ayant pas encore été déportée. Le 20 octobre, se produit donc un soulèvement contre l'expulsion en Espagne dans la région montagneuse à l'intérieur de Valence, près de la frontière avec la Castille ; les rebelles sont vaincus en novembre avec l'aide d'une unité militaire espagnole venus d'Italie, par des milices locales et par des volontaires attirés par le butin et l'expulsion des 3 000 Morisques valenciens survivants est menée à son terme. D'autres rébellions ont lieu comme dans les régions de La Marina Alta. 

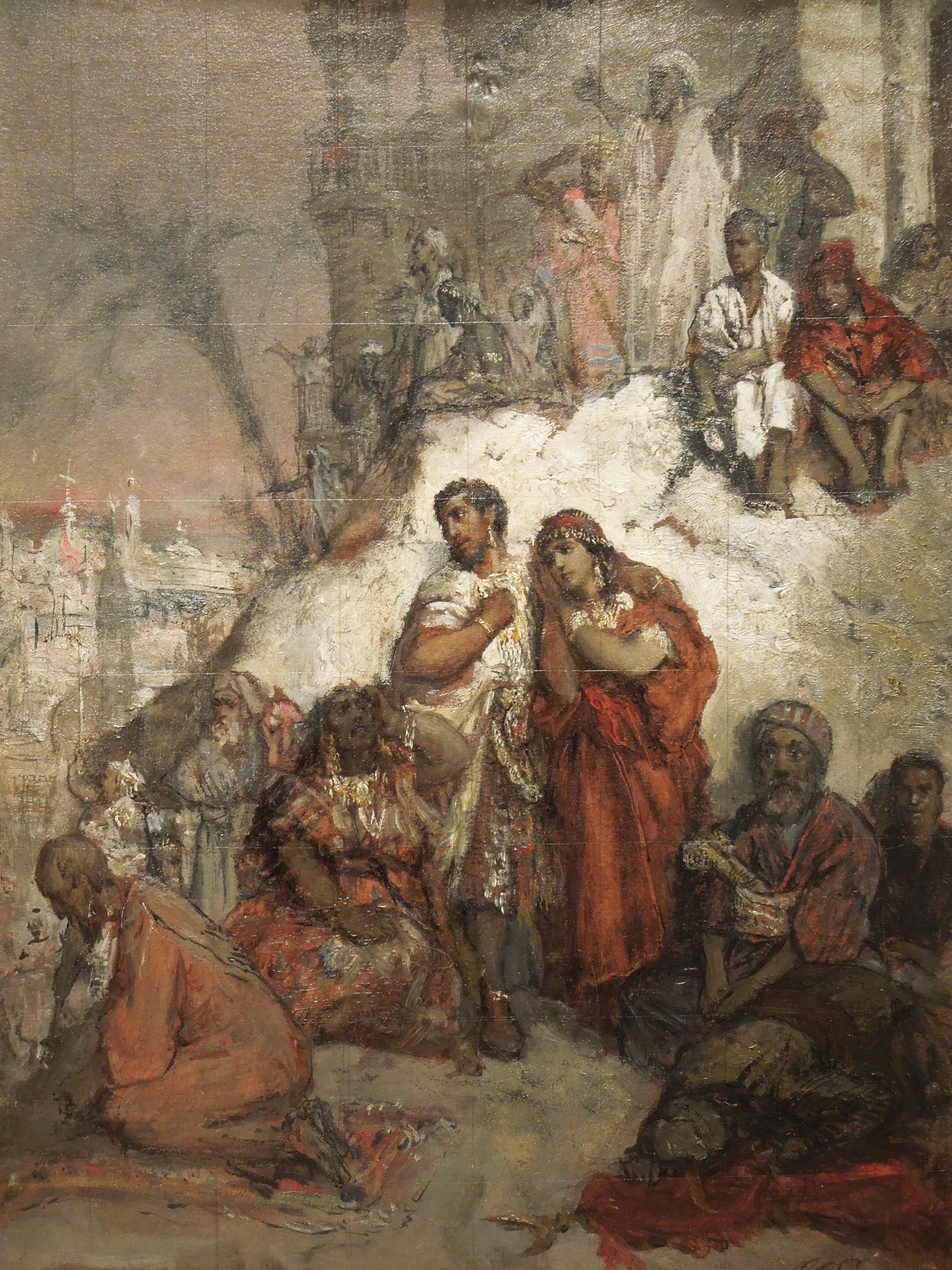
Expulsion des Maures de Grenade, Maurycy Gottlieb,1877

Au début de 1610, a lieu l'expulsion des Morisques aragonais, suivie de celle des Morisques catalans en septembre. La mise en œuvre du décret dans les territoires de la Couronne de Castille est une tâche plus ardue, étant donné qu'ils sont davantage éparpillés dans le royaume à la suite de leur dispersion menée en répression de la rébellion des Alpujarras de 1568 à 1571. Pour cette raison, on offre aux populations morisques une première possibilité de quitter volontairement le pays, avec le droit d'emporter leurs biens les plus précieux et tout ce qu'ils sont susceptibles de pouvoir vendre. Ainsi, en Castille, l'expulsion s'étale sur près de trois années, de 1611 à 1614.
Les derniers Morisques à partir vers le Maroc en 1614 rejoignent les Hornacheros, morisques de Hornachos en Estrémadure, installés à Rabat depuis la deuxième moitié du XVIe siècle, sous le règne du sultan saadien Abu Marwan Abd al-Malik. Ceux-ci créent une république corsaire qui commerce avec différents États européens (France, Pays-Bas, Angleterre),,.
Selon Bernard Lugan, un historien explicitement d'extrême-droite, les Morisques ont été essentiellement expulsés vers le Maroc.
Ces procédures d'expulsion massive ayant été très imparfaites, nombreux sont ceux qui ont réussi de fait à passer au travers du décret et sont restés en Espagne.
Après s'être presque exclusivement occupés des marranes, les tribunaux de l'Inquisition espagnole se tourneront massivement vers les Morisques ou les supposés crypto-musulmans qui constitueront souvent la majorité des accusés pour « hérésie majeure »,,,.

## Chronologie

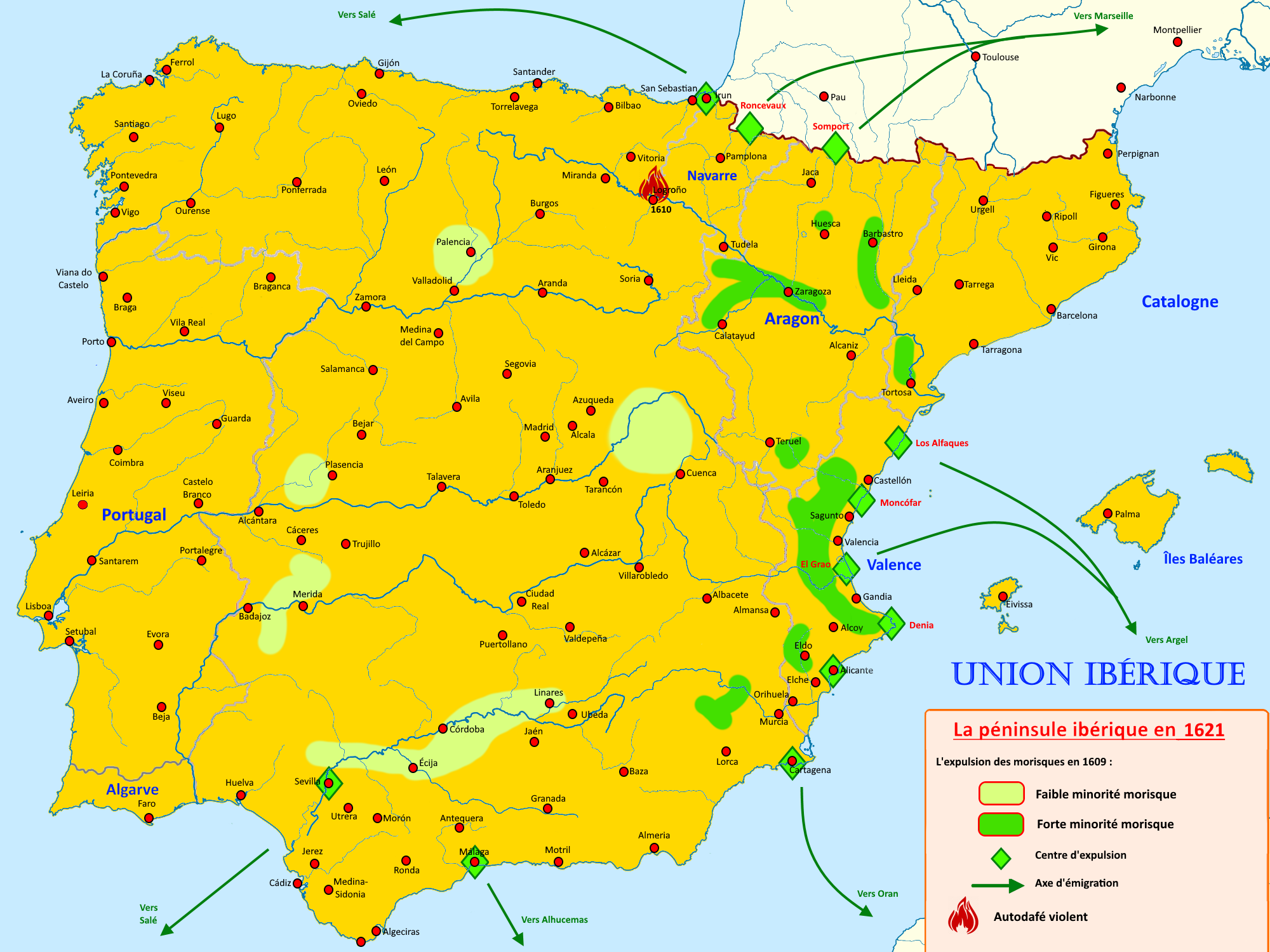
Expulsion des morisques en 1609

- Expulsion des morisques en 1609 Décision d'expulsion des Maures par le Conseil d'État, le 4 avril 1609
- Rédaction du décret d'expulsion des Maures, le 9 avril 1609
- Expulsion des Morisques du royaume de Valence ; décret rendu public le 22 septembre 1609
- Expulsion des Morisques d'Andalousie, le 10 janvier 1610
- Expulsion des Morisques d'Estrémadure et de Castille, le 10 juillet 1610
- Expulsion des Morisques de la couronne d'Aragon, le 29 mai 1610
- Expulsion des Morisques du royaume de Murcie
- Expulsion des Morisques de Grenade, le 8 octobre 1610
- Soulèvement de Morisques contre les expulsions, 20 octobre 1610
- Procession d'action de grâce en présence des membres de la couronne pour fêter la promulgation des différents décrets d'expulsion, le 25 mars 1611
- Expulsion des Morisques de la vallée de Ricote et des autres, en octobre 1613
- Départ des derniers Morisques, en 1614

## Conséquences

### Couronne de Castille
Le Conseil de Castille fait un bilan de l'expulsion en 1619 et conclut qu'elle n'a pas eu de répercussions économiques. Ces conclusions rejoignent celles d'historiens qui se sont penchés sur la question[réf. nécessaire]. Par exemple, le choc démographique occasionné est négligeable comparé au demi-million de victimes de la grande peste de 1598-1602.

### Couronne d'Aragon
Dans la couronne d'Aragon, et en particulier dans le royaume de Valence, il en est tout autrement : certaines comarques du nord de la région d'Alicante perdent presque l'intégralité de leur population.
Or, les Morisques n'étaient pas nobles, hidalgos, soldats ou prêtres mais travailleurs : leur départ occasionne d'importantes pertes dans la perception des impôts et a, dans les zones les plus affectées, des effets dévastateurs sur l'artisanat, la production de toiles, le commerce et les travaux des champs. Si, tout au long du XVIe siècle, Valence avait été le centre le plus actif de la couronne d'Aragon, l'ordre d'expulsion massive des Morisques signifie sa ruine, en détruisant les fondements même de son économie, : « On dit que douze mille hommes étaient morts, que soixante-dix localités furent brûlées, que les dommages pouvaient être estimés à 70 000 ducats ». Les terres abandonnées passèrent aux mains de la noblesse qui prétendit ensuite les louer aux paysans dans des conditions souvent abusives pour compenser à court terme ses pertes supposées, si bien qu'au final, les nobles se trouvèrent les plus favorisés.
La région dut faire face à un immense vide démographique. Trente ans plus tard, près de la moitié des plus de 400 localités qu'avaient occupées les Morisques restaient abandonnées malgré la migration forcée de milliers de familles chrétiennes du royaume : Aragonais, Catalans, Majorquains ainsi que quelques Castillans et Français vinrent pour tenter de combler ce vide. Cependant, « le pays valencien, qui avant l'expulsion devait avoir environ 450 000 habitants, en 1718 n'arrivait pas encore à 260 000 ».

## L'héritage génétique des Morisques sur l’Espagne

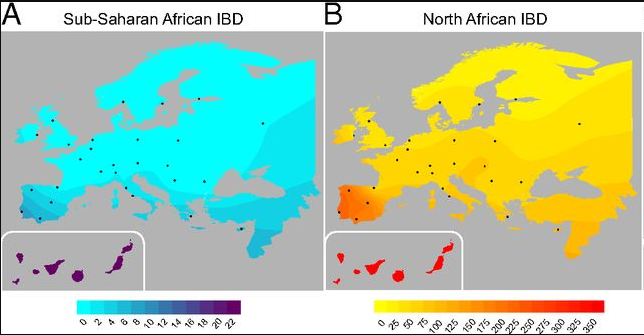
Cartes représentant la part génétique africaine sub-saharienne (à gauche) et nord-africaine (à droite) du continent européen, 2013

La péninsule Ibérique montre une présence significative de l'haplogroupe du chromosome Y E-M81, d'origine berbère. Ce marqueur génétique est pratiquement absent de l'autre côté des Pyrénées. Un examen approfondi du chromosome de la péninsule Ibérique révèle que la fréquence de l'haplotype E-M81 dépasse les 15 % dans le sud et ouest de la péninsule Ibérique.
Selon une étude publiée en décembre 2008 dans l'American Journal of Human Genetics, 19,8 % des habitants actuels de la péninsule Ibérique ont un ADN partiellement issu du Proche-Orient et 10,6 % ayant un ADN reflétant des ancêtres d'Afrique du Nord. Plus générale, une autre étude publiée en 2013 conclut que le flux de gènes venus d'Afrique du Nord est plus élevé en Europe du Sud qu'en Europe du Nord et contribue à la diversité génétique humaine du sud de l'Europe, particulièrement dans la péninsule Ibérique.
Il est notable néanmoins que les fréquences les plus élevées de « marqueurs arabes et berbères » ne se trouvent pas dans le sud de l'Espagne, où l'islam est resté le plus longtemps et a exercé une influence culturelle majeure, mais dans le nord-ouest de la péninsule Ibérique, plus précisément en Galice et dans le nord de la Castille. María Regueiro et al. (2015) suggèrent que la relocalisation des convertis pendant la Reconquista, la migration de musulmans cryptiques vers des lieux sûrs et/ou les mouvements préislamiques vers le nord de la péninsule Ibérique pourraient expliquer les fréquences plus élevées et les estimations temporelles plus anciennes dans le nord-ouest de la péninsule.
Des études plus récentes basées sur les polymorphismes nucléotidiques et les lignées du chromosome Y révèlent que la population andalouse ne se regroupe pas plus spécifiquement avec les populations nord-africaines que les autres populations ibériques. Après la Reconquista, les Maures ont été répartis de manière homogène dans toute la péninsule, mais leur expulsion finale en 1609 fut totale dans certaines régions d'Espagne, à Valence et dans l'ouest de l'Andalousie, tandis qu'en Galice et en Estrémadure, la population s'est dispersée et intégrée à la société.

## Reconnaissance historique
Pour le cardinal Richelieu (donc bien avant l'édit de Fontainebleau (1685) et l'exil des Huguenots de France), l'expulsion des morisques fut « la proposition la plus audacieuse et la plus barbare dont fasse mention l'histoire de tous les siècles passés ».

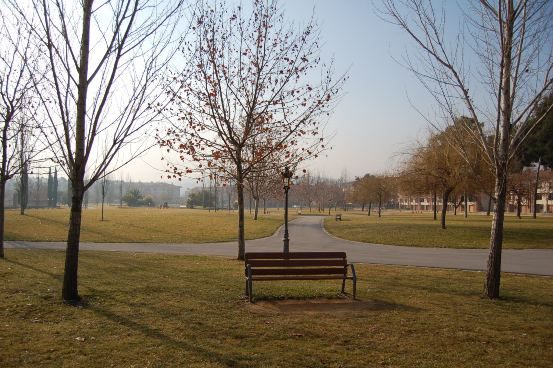
Parc des Morisques à Barcelone

Le 25 novembre 2009, le Congrès des députés espagnol adopte une proposition visant à la « reconnaissance institutionnelle de l'injustice commise à l'encontre des Morisques ». À ce sujet, le député socialiste José Antonio Pérez Tapias, instigateur de la proposition, déclare notamment :
« Il s'agit de reconnaître que l'expulsion massive des Maures d'Espagne [...] a été une grande injustice [...] L'Espagne actuelle a un « devoir de mémoire » que nous menons maintenant envers ces gens. »

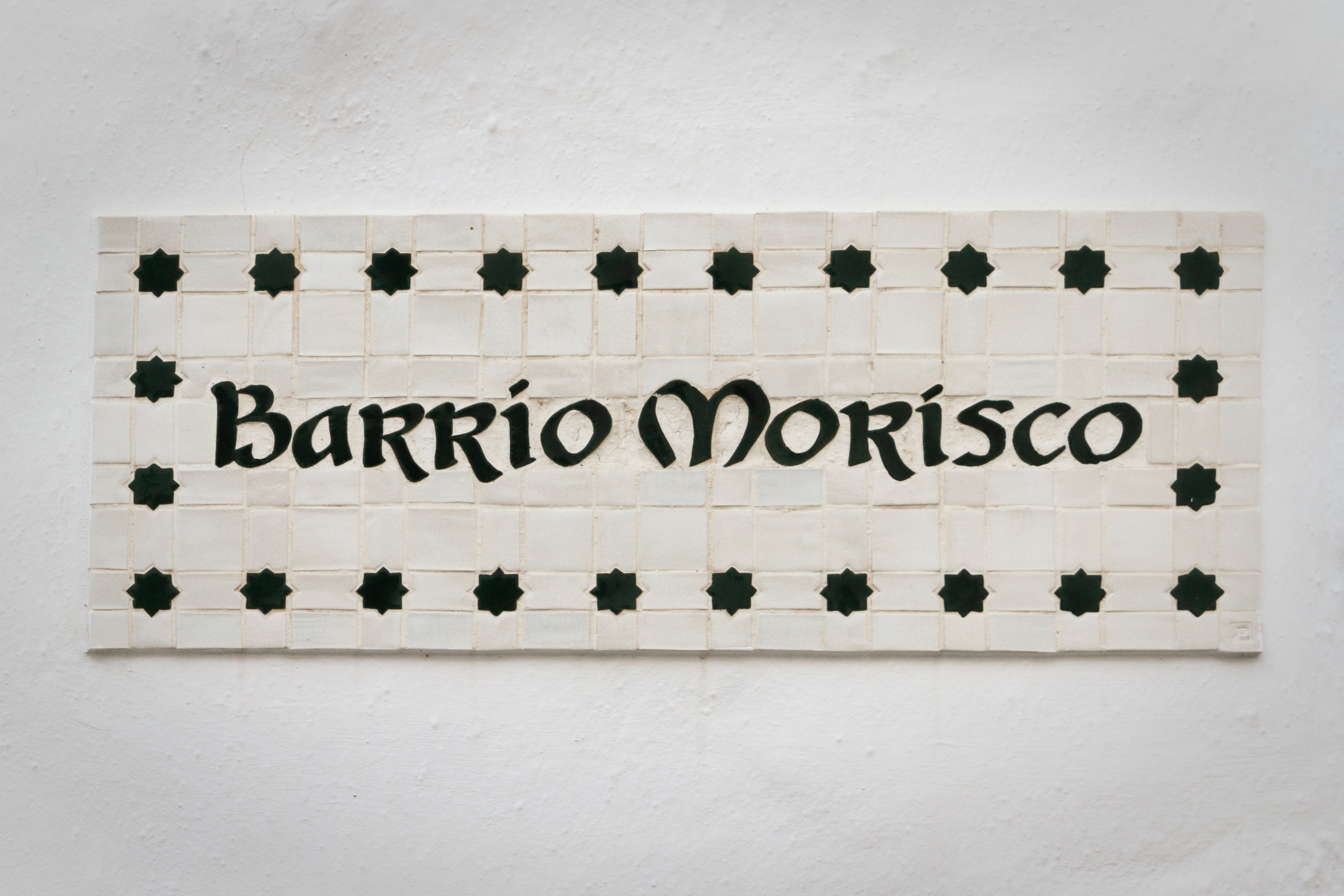
Quartier des Morisques à Frigiliana

Intervenant dans le débat sur l'opportunité de réparations aux descendants des Morisques d'Espagne, l'écrivain péruvien Mario Vargas Llosa, dans une tribune publiée dans le quotidien El País le 29 novembre, souligne la différence entre histoire et mémoire. Selon lui, le passé historique doit être analysé par les historiens et les chercheurs et non par les politiciens. De plus, « les injustices du passé ne peuvent pas et ne doivent pas être sélectionnées en fonction des besoins du présent ». Il signale ainsi le danger de l'utilisation politique de l'histoire et les dérives auxquelles elle peut conduire.

À l’université de Tunis, le professeur Témimi dirige un centre consacré à l’organisation de colloques et à l’édition de livres sur les morisques, et qui s'adresse aux autorités espagnoles comme aux gouvernants des nations arabes, en leur demandant de ne pas oublier la tragédie morisque et de lui apporter leur appui,.

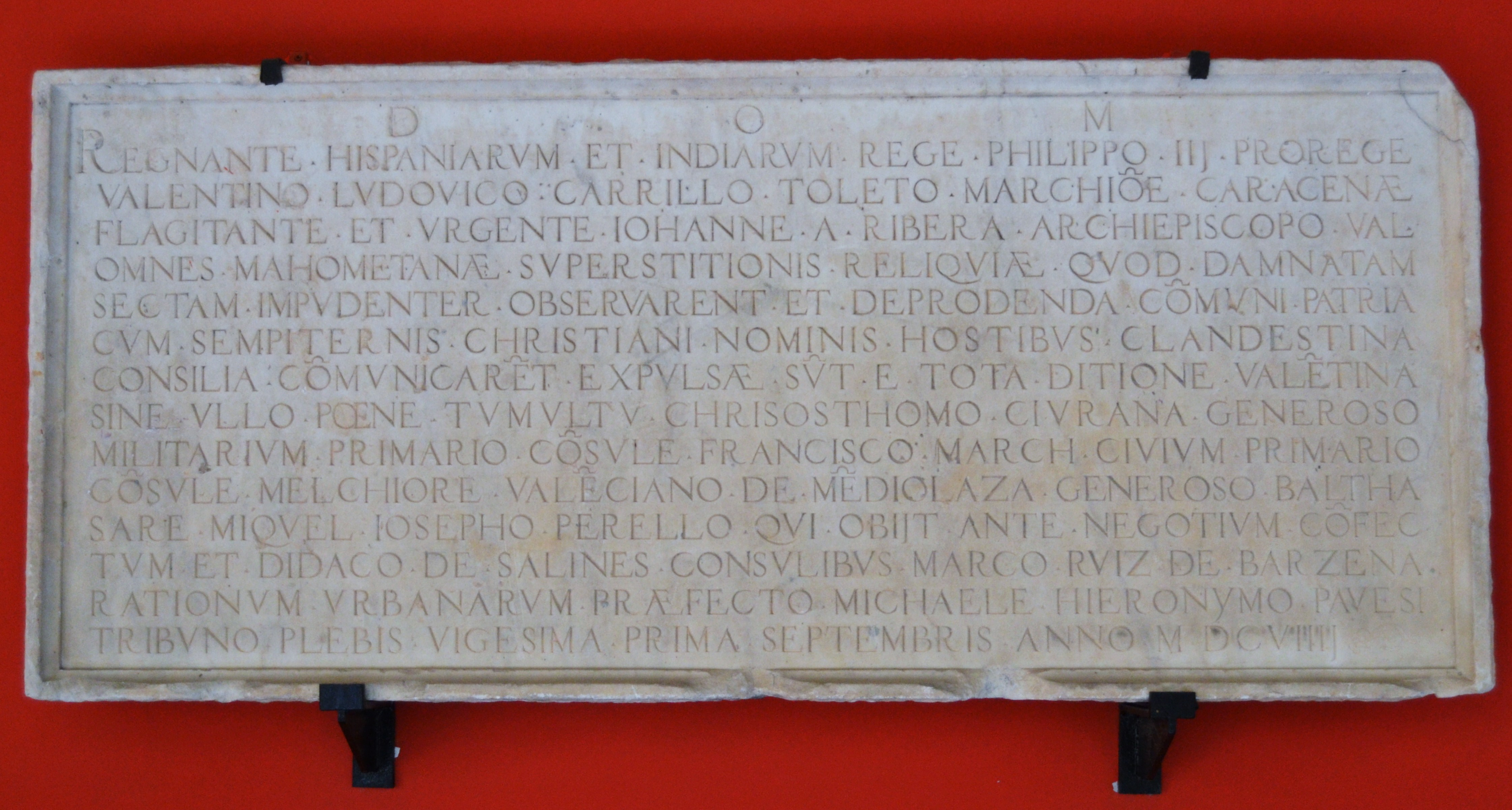
Plaque commémorant l'expulsion des Morisques, Musée des Beaux-arts de Valence

En 2009, un colloque se déroule à Grenade au milieu de nombreuses manifestations culturelles, d'expositions, de livres et une douzaine d'autres colloques organisés à l’occasion du IVe centenaire de l'expulsion,.
Il convient de signaler, qu'en 1992, le roi d'Espagne a présenté les excuses de l’État aux descendants séfarades des Juifs expulsés d'Espagne en 1492, dite « année cruciale » où pour leur part, les Maures ont dû être convertis de force, soit 124 ans avant leur expulsion,,. Ainsi, l'absence d'une telle reconnaissance officielle vis-à-vis des descendants des Morisques a soulevé beaucoup d'indignation en 2009 auprès de cette communauté, nourrie par une politique espagnole dite de « deux poids, deux mesures » sous-tendant une injustice profonde. Ils réclament donc la même reconnaissance officielle de leur passé dramatique en Espagne ainsi que la double nationalité,.